# زمزم (مجلة)
مجلة زمزم هي مجلة مصرية شهرية تصدر عن مؤسسة المختار الإسلامي. صدر العدد الأول منها في الأول من يناير عام 1988م كملحق مجاني لأطفال المسلمين. عنوانها: شارع صفية زغلول. المشرف العام: حسين عاشور، ومدير التحرير: نشأت المصري، مستشار التحرير: عماد شرف، والمشرف الفني: محمود الشيخ، قطع المجلة 19×27.5 سم.
المجلة -حسب الترويسة- موجهة لأطفال المسلمين، وتحمل في اسمها نبع الأنبياء، وذلك دون تحديد للسن. المجلة دينية ولها توجهات لتعليم الأطفال أصول الدين، والسلوك الأفضل.
هناك مقدمة في صفحة 3 تحت اسم (سلام الله عليكم) موقعة باسم زمزم والمتوقع أن كاتبها هو نشأت المصري، وهناك فهرس يحمل عنوان (من حدائق زمزم)، شخصيتا المجلة الرئيسيتين هما: أبو شحتوت، وكركوك، بينما ترمز شخصية زمزم إلى طفلة بالغة تضع غطاء الرأس وتبتسم.
عدد صفحات الكرتون 5 صفحات من بين 34 صفحة، منها 30 صفحة كاملة أبيض وأسود، ما عدا الغلافان فإنهما ملونان. تعتمد المجلة على التسالي في عدد كبير من الصفحات وأخبار معلوماتية، ورسائل القراء، يحرر ربيع عبد ربه باب ملعب الألغاز، كما تتضمن المجلة تعريفاً بالشخصيات الإسلامية مثل الأئمة والعلماء، وتهتم المجلة بتعليم بعض المهارات للأطفال وبعض الأدعية في المناسبات المختلفة، وفي الصفحة قبل الأخيرة عدسة زمزم تنشر صور القراء في أماكن متناثرة على الصفحة ومساهمات الأطفال في الرسم، كما تركز المجلة على ما يتفق مع توجيهها الديني كأن توجد إشارة إلى الأطفال بأن قراءة القرآن أهم القراءات لآنها تفيد في النحو والمعلومات واللغة، وهناك مسابقة ذات إجابات تعدها ليلى حسني تحت عنوان فكر ثم جاوب، تتسم المجلة بأدبها مع محاورة القراء، والاتصال بهم عن طريق أكثر من مسابقة دون إشارة إلى جوائز أحياناً، ومع الإشارة إلى الجوائز في أحيان أخرى. المجلة توزع بالمجان مع مجلة المختار الإسلامي، وهي خالية تماماً من الإعلانات في بعض الأعداد. ولا توجد إشارات إلى مواد العدد على الغلاف.

## فريق العمل

### الكُتَّاب
- محمد صديق المزاتي
- مجد عطا
- نشأت المصري
- عمار شرشر
- ليلى بيومي
- أبو مروة
- أم هاني
- أم عبد الله

### الرسامون
- تستعين المجلة برسوم مركبة من مجلات أخرى لرسامين آخرين، ومن رسامي المجلة البارزين:
- عبد الفتاح ناجي
- ناصر مجدي
- مجدي بكر

## الأبواب
- أبجد هوز
- صفحات من سيرة الرسول
- أحسن القصص
- علامات الاستفهام
- ملعب الألغاز